# Aubrion du Gers
Aubrion du Gers, född 8 april 2010 i Auch i sydvästra Frankrike, död 16 juli 2019 i Solesmes i nordvästra Frankrike, var en fransk varmblodig travhäst. Han tränades och kördes av Jean-Michel Bazire under hela karriären.
Aubrion du Gers tävlade åren 2013–2019. Han sprang in 2,5 miljoner euro på 73 starter varav 46 segrar, 7 andraplatser och 6 tredjeplatser. Han tog karriärens största segrar i Prix Jean-René Gougeon (2016), Prix du Luxembourg (2017), Prix Kerjacques (2017), Grand Prix du Sud-Ouest (2017, 2018), UET Trotting Masters (2017), Prix d'Été (2017, 2018), Prix des Ducs de Normandie (2017, 2018), Prix Jean-Luc Lagardère (2017, 2018), Kymi Grand Prix (2018) och Grand Prix de Wallonie (2018). Han kom även tvåa i Elitloppet (2019) och trea i Oslo Grand Prix (2017).
Från april 2016 fram till sin död var Aubrion du Gers inte sämre än trea i något lopp. Han var dessutom obesegrad mellan den 25 april 2018 och 26 maj 2019, med 16 raka segrar. Segersviten bröts i finalheatet av 2019 års upplaga av Elitloppet på Solvalla där han slutade tvåa.
Han räknades som en av världens främsta travhästar under 2010-talets andra hälft (vid sidan om främst Bold Eagle och Readly Express). Han brukade gå under smeknamnet Världens bäste valack. Som unghäst var han hetsig, varför han blev valack som treåring. Detta gjorde att han inte kunde delta i exempelvis Prix d'Amérique som bara tillåter hingstar och ston.

## Karriär

### Tidig karriär
Aubrion du Gers debuterade i lopp den 16 juni 2013 och kom på tredjeplats. Första segern kom i den andra starten. Han var mycket hetsig som treåring och galopperade ofta bort sina möjligheter i loppen. Detta gjorde att inför säsongen 2014 togs beslutet att låta honom bli valack.

### Tiden i världseliten
Sedan april 2016 var Aubrion du Gers inte sämre än trea i något lopp. Han var dessutom obesegrad mellan den 25 april 2018 och 26 maj 2019, med 16 raka segrar. Segersviten bröts i finalheatet av 2019 års upplaga av Elitloppet på Solvalla.

#### Säsongen 2018
Aubrion du Gers inledde året med en seger i Prix de Cauvicourt den 16 mars 2018 i Cannes. Han kom därefter på andraplats i ett lopp den 4 april 2018. Han var tillbaka i vinnarcirkeln redan i nästa start, den 25 april 2018. Därefter var han obesegrad i årets resterande tio starter. Han segrade bland annat i stora lopp som Prix des Ducs de Normandie, Prix Jean-Luc Lagardère, Kymi Grand Prix och Grand Prix de Wallonie. Han segrade även i Prix d'Été på tiden 1.11,2 över distansen 2700 meter, vilket är den snabbaste vinnartiden i loppets historia.

#### Säsongen 2019
Den 26 januari 2019 aviserade tränare Jean-Michel Bazire att Aubrion du Gers siktas mot 2019 års upplaga av Elitloppet som körs i slutet av maj på Solvalla. Bazire meddelade även att han där ska köras av kusken Joseph Verbeeck. Ekipaget hade dock inte fått en inbjudan till loppet då uttalandet gjordes.
Aubrion du Gers gjorde sin första start för året i Prix de Cauvicourt på Hippodrome de Caen i Frankrike. Han segrade på segertiden 1.13,2 över 2 200 meter. Segern var värd 14 400 euro, och var den tolfte raka segern för hästen. Han tog därefter sin trettonde raka seger den 3 april 2019.
Den 19 mars 2019 blev Aubrion du Gers den fjärde hästen att bjudas in till årets upplaga av Elitloppet. Han vann sitt försöksheat och i finalheatet blev Aubrion du Gers favoritspelad, före Propulsion. Han slutade på andra plats, tätt följt av den franske hästen Dijon och Romain Derieux, som ledde loppet från start till mål. Efter målgången studerades löpningsfilmen i över tio minuter, utan fastställt resultat. Det som kontrollerades på filmen var så att Dijon var i trav, och inte passgång eller tölt. Dijon ropades senare ut som slutgiltig vinnare.

### Död
På morgonen den 16 juli 2019 råkade Aubrion du Gers kollidera med stallkamraten Cyrano du Pont under ett träningspass på Bazires  träningscamp i Solesmes i Frankrike. Hästarna frontalkrockade och båda avled. Aubrion du Gers skötare, Julie Grenet, skadade skenbenet i olyckan. Aubrion du Gers gjorde sin sista start söndagen den 7 juli 2019 i La Capelle, och slutade på en andraplats.